# 廖继康
廖继康（1949年—），四川达州人，汉族，中华人民共和国政治人物、第十一届全国人民代表大会四川地区代表。
毕业于南充师范学院中文专业。加入民盟。担任四川省达州市人大常委会副主任、民盟达州市委主委。2008年起担任全国人大代表。